# Salmo fibreni
Il carpione del Fibreno o trota del Fibreno (Salmo fibreni) è un pesce di acqua dolce appartenente alla famiglia dei Salmonidi dell'ordine degli Salmoniformes.

## Distribuzione e habitat
Si tratta di una specie endemica del Lago di Posta Fibreno, all'interno dell'omonima Riserva naturale.

Questo lago ha acque trasparenti con temperatura quasi costante attorno ai 10 °C ed è in comunicazione con un sistema carsico sotterraneo.

## Descrizione
Molto simile alla trota mediterranea, se ne distingue per l'occhio molto grande, le dimensioni, al contrario, molto piccole ed il muso arrotondato.

La livrea è bruna o verdastra sul dorso, digradante nel giallastro sul ventre. Sui fianchi sono allineate 7-9 macchie scure indistinte simili a quelle dei giovani salmonidi o a quelle della trota "macrostigma" italiana. Sui fianchi sono presenti anche alcune macchie scure ed altre rossastre o violacee, spesso con un ben definito "alone" chiaro.

È il più piccolo Salmonidae italiano ed uno dei più piccoli in assoluto, mediamente l'adulto non supera i 15–18 cm per un peso inferiore ai 100 g ma si conoscono catture "eccezionali" di quasi 200 g.

## Alimentazione
Non esistono dati circa l'alimentazione di questa specie ma si suppone che si nutra di piccoli invertebrati bentonici e di giovanili di altri pesci.

## Riproduzione
Probabilmente questa specie raggiunge la maturità sessuale ad un anno d'età, quando misura pochi centimetri. Si riproduce tra dicembre e gennaio (S.cettii tra febbraio e marzo) nel punto di massima profondità del lago, nei pressi di sorgenti sotterranee. Dopo la riproduzione si possono facilmente rinvenire esemplari morti per cui si suppone che molti riproduttori muoiano dopo la frega.

## Biologia
Da secoli si è osservato che questi pesci sembrano scomparire durante i mesi caldi, si suppone che si rifugino nelle grotte carsiche sottostanti il lago. Gli occhi grandi ed il fatto che sia un pesce lucifugo mostrano un certo adattamento alle condizioni di oscurità delle grotte.

## Tassonomia
In uno studio del 1994 si è considerata la specie come una variante nana di Salmo cettii, dubitando fra l'altro dell'effettività sistematica di quest'ultima. Successive indagini biogeografiche e molecolari sul DNA mitocondriale hanno suggerito che questo taxon fosse da considerare una sottospecie della ancora non descritta trota mediterranea Salmo mediterraneus.
Uno studio pubblicato nel 2013 e basato su DNA microsatellite ha dimostrato che le trote che abitano il bacino del lago di Posta Fibreno costituiscono due pools genici chiaramente separabili, con rari individui intermedi. D'altra parte, nello stesso studio si è osservato come la corrispondenza tra i profili genetici e le caratteristiche fenotipiche precedentemente descritte come tipiche delle forme "fibreni" e "macrostigma" sia solo parziale, con individui fenotipicamente corrispondenti alla descrizione di S. fibreni, ma geneticamente appartenenti al gruppo "macrostigma", indicando che le differenze tra le due forme (in particolare la taglia alla maturità) possano essere almeno in parte dovute a plasticità fenotipica. 
In ogni caso, l'osservazione di un netto differenziamento genetico in simpatria, che si può presumere conservato almeno da diverse centinaia di anni (se si assume una sostanziale identità tra il "carpione" nominato da Salviani nel XVI secolo e la forma "fibreni"), suggerisce che S. fibreni rappresenti, effettivamente, una specie distinta all'interno del complesso S. trutta. Inoltre, la condivisione di un identico aplotipo della regione di controllo mitocondriale, mai osservato in altre popolazioni di trote, nelle forme "fibreni" e "macrostigma" presenti nel bacino di Posta Fibreno suggerisce che la divergenza tra queste due popolazioni sia molto recente e avvenuta in simpatria o, comunque, in un ristretto ambito geografico locale.

## Minacce
Il Carpione del Fibreno è ad alto rischio di estinzione, sia per cause naturali che per cause antropiche. Le principali minacce antropiche sono l’alterazione dell’habitat (tra la fine degli anni ’60 e i primi anni ’70 il lago è stato parzialmente riempito con pietrame e materiale edilizio di scarto, che ha ridotto la profondità massima da circa 25 metri ai 15 attuali), la pesca eccessiva e la pesca illegale.
La pesca per motivi di consumo veniva esercitata soprattutto in passato ma questa pratica è in uso ancora oggi. Anche le immersioni subacquee effettuate durante il periodo riproduttivo possono creare problemi.
Salmo fibreni non compare tra gli animali protetti dalla Direttiva 92/43/CEE e dalla Convenzione di Berna.
Essendo un endemismo puntiforme l'intero ecosistema è estremamente suscettibile ad eventuali immissioni volontarie od accidentali di specie ittiche ed all'inquinamento, condizioni che distruggerebbero l'unica popolazione che costituisce la specie.